# Holstein (taurine)

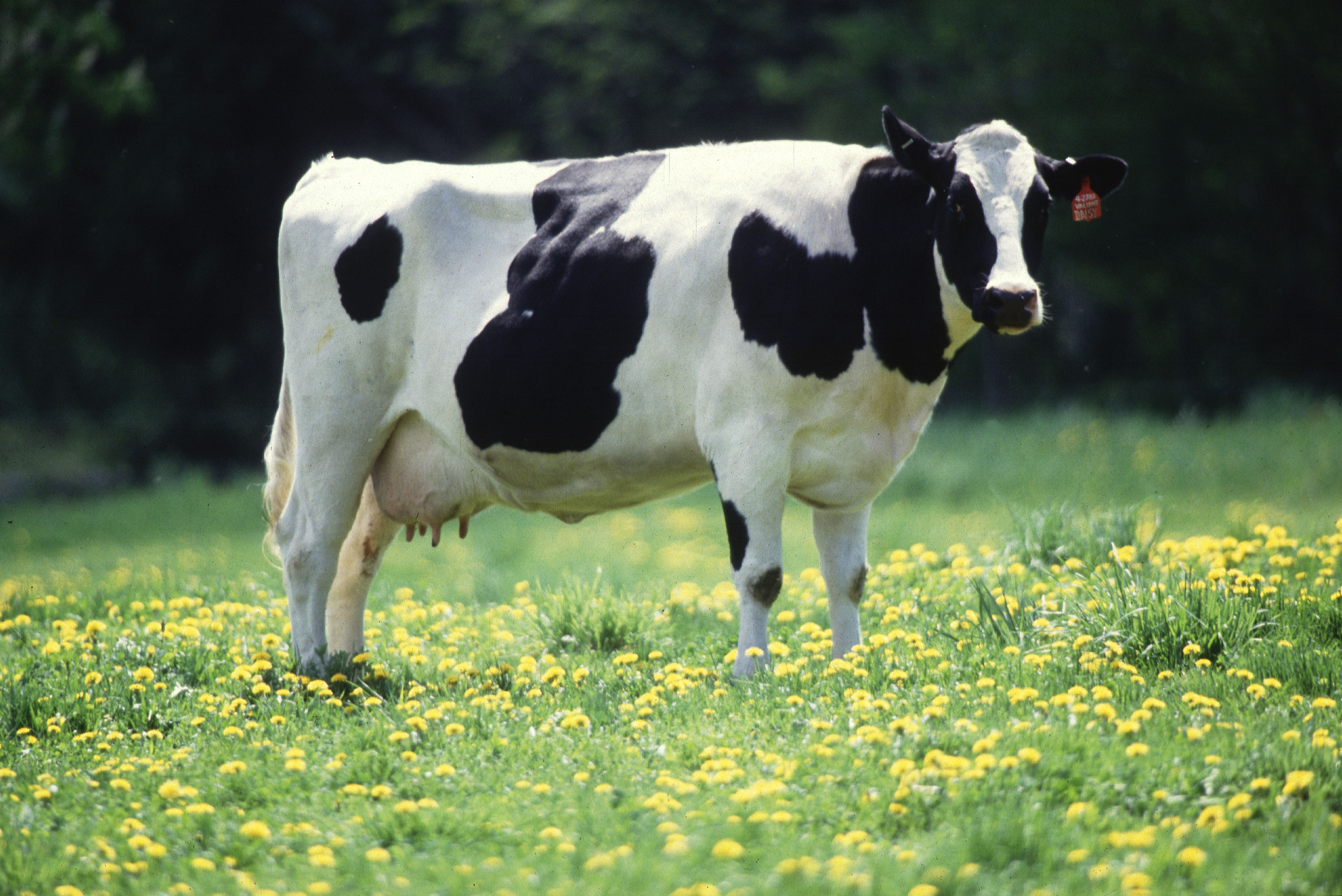
Holstein

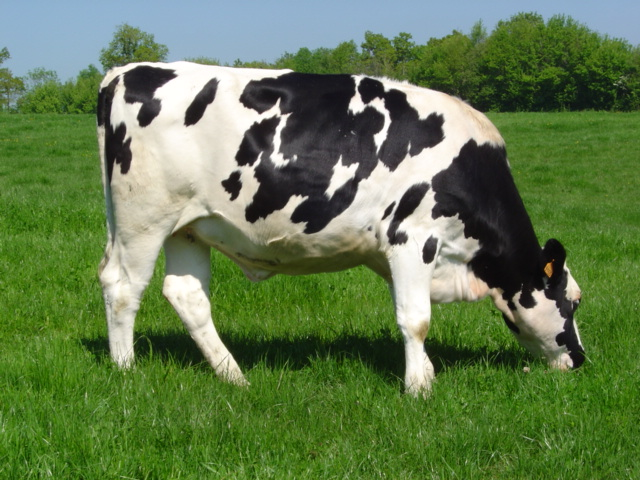

Rasa Holstein este o rasă de taurine, purtând diferite denumiri în funcție de țara în care se crește (de exemplu: Holstein (Friză Olandeză), Friză Canadiană, Friză Israeliană, Friză Americană, Bălțată cu negru românească).

## Caracteristicele rasei
Talie: 1,32-1,35m, greutate: 550-600 kg, tip dolicomorf, tip fizologic: respiratoro-digestiv.
Cap: alungit; gât: lung și subțire, pielea de pe regiunea obrajilor și de pe cele două fețe laterale formează cute (pliuri). Regiunile situate pe linia orizontală a trunchiului sunt orizontale, iar din profil trunchiul are formă de trapez.
Toracele: lung, mai puțin adânc și mai puțin larg. Abdomen voluminos, uger de formă pătrată, globuloasă, mameloanele au forma intermediară între cilindrică și conică, pretându-se mulsului mecanic.
Aplomburile sunt corecte, iar ca defecte: călcătura sau laba de urs, favorizată de o chișiță prea lungă și prea moale.
Culoare: bălțată negru cu alb.
Producția de lapte este de 6500 kg lapte pe lactația normală (este de 305 zile), cu un procent de grăsime în lapte de 3,8- 4,1%. Recordul este de 20400 kg, producție zilnică de 84 L la 3 mulsori, grăsime pură de 834 kg.
Este o rasă precoce, prima fătare se realizează la 25 de luni, consumul pe 1L lapte fiind de 0,8-0,9 U.N., spor mediu zilnic(S.M.Z.) al masculilor îngrășați în sistem baby-beef este de 800-900g/zi cu un consum de 4-5 U.N.
În cadrul rasei, se deosebesc două tipuri: european: mai dezvoltat, la care greutatea corporală este de 600-650 kg; tipul american: mai uscățiv, selecția făcându-se numai pe producția de lapte, greutatea corporală fiind mai mică, 500-550 kg.
Se mai distinge o a doua varietate, alb cu roșu, cu aptitudini mai bune pentru producția de carne.
În Olanda rasa reprezintă 98%, în Danemarca - 70%, în S.U.A. - 90%. În România, rasa a fost importată și a participat la formarea rasei Bălțată cu Negru Românească. Este o rasă care se pretează atât sistemului intensiv de exploatare cât și sistemului extensiv de exploatare și rezistentă la leucoză.